# الفیانو ناتا
الفیانو ناتا (به ایتالیایی: Alfiano Natta) یک کومونه در ایتالیا است که در استان آلساندریا واقع شده‌است.

## خصوصیات
الفیانو ناتا ۱۳٫۰۹ کیلومترمربع مساحت و ۷۸۵ نفر جمعیت دارد و ۲۸۰ متر بالاتر از سطح دریا واقع شده‌است.